# イスマロス (ギリシア神話)
イスマロス（古希: Ἴσμαρος, Ismaros）は、ギリシア神話の人物である。主に、
- エウモルポスの子
- アスタコスの子

が知られている。以下に説明する。

## エウモルポスの子
このイスマロスは、トラーキア地方の王エウモルポスとベンテシキューメーの娘との子。イスマロスが生まれたのはエウモルポスがトラーキアの王となる以前である。父エウモルポスはポセイドーンとキオネー（北風の神ボレアースとアテーナイ王女オーレイテュイアの娘）との間に生まれた。母親によって海に捨てられたエウモルポスは、ポセイドーンの娘ベンテシキューメーによって養育されたのちに、彼女の娘と結婚し、妻との間にイスマロスが生まれた。しかしエウモルポスは妻の姉妹に言い寄ったため、イスマロスとともに追放された。2人はトラーキア王テギュリオスのもとに身を寄せ、イスマロスは王の娘と結婚した。後にエウモルポスはテギュリオスに対する陰謀が発覚してエレウシースに亡命したが、イスマロスが若くして死ぬと、テギュリオスはエウモルポスと和解し、エウモルポスはトラーキアの王権を継承した。

## アスタコスの子
このイスマロスは、テーバイ人アスタコスの子で、メラニッポス、レアデース、アムピディコスと兄弟。祖国がテーバイ攻めの七将による攻撃を受けた際に他の兄弟とともにテーバイを守って戦い、七将の1人であるヒッポメドーンを討つ活躍をした。